# Albert Caraco (producteur)
Pour les articles homonymes, voir Albert Caraco et Caraco.
Albert Caraco (né à Constantinople le 23 septembre 1918 et mort à Cannes le 11 septembre 1997) est un producteur de cinéma naturalisé français.

## Biographie
Issu d'une famille séfarade installée dans l'Empire ottoman depuis quatre siècles, Albert Caraco est le fils de Benjamin Caraco et de Victoria Amar.
Il commence sa carrière en France comme journaliste notamment au journal Le Matin, puis il devient monteur de films, et enfin producteur.
Albert Caraco fait ses débuts en tant que producteur en 1932 avec Le Père Lampion de Christian-Jaque.
Il participe jusqu'en 1939 à la production de films tels que : Le Cavalier Lafleur (Pierre-Jean Ducis, 1934), Ferdinand le noceur (René Sti, 1934), La Gondole aux chimères (Augusto Genina, 1935), Nitchevo (Jacques de Baroncelli, 1936), L'Argent (Pierre Billon, 1936), Forfaiture (Marcel L'Herbier, 1937), Tempête sur l'Asie (Richard Oswald, 1938), Macao, l'enfer du jeu (Jean Delannoy, 1942).
Durant la Seconde Guerre mondiale il est attaché au service cinéma de la R.A.F. 
En 1945 il fonde la Byron Picture Export (1945-1954) et devient exportateur de films.
Il occupe ensuite le poste de directeur général adjoint de la société de distribution Gamma Film France, puis devient directeur général de la production des sociétés Gamma, période pendant laquelle il y produit ou coproduit en France ou à l'étranger les films suivants : Par ordre du tsar (André Haguet, 1953), La Spiaggia (Alberto Lattuada, 1953), Frou-Frou (Augusto Genina, 1954), La Figlia di Mata Hari (Renzo Merusi, 1954), Nagana (Hervé Bromberger, 1955), La Vie est belle (Roger Pierre, 1956), Le Souffle du désir (Henri Lepage, 1957), La Nuit des suspectes (Victor Merenda, 1957).
Il participe à la production de Lola Montès (Max Ophüls, 1955), et décide, deux mois après sa sortie, devant l'insuccès du film, de le faire remonter sans le consentement du réalisateur. 
En 1958, Albert Caraco abandonne le métier de producteur et crée Cinexport, une société d'exportations et de ventes internationales de films français et européens, et se consacre définitivement à l'exportation de films. Aujourd'hui la société Cinexport est dirigée par Anne-Marie Rombourg-Caraco, sa veuve.